# Olivier Poumay
Olivier Poumay (né le 25 février 1967 à Liège) est harmoniciste compositeur belge. Il est Premier prix d’harmonica au Conservatoire royal de Bruxelles en 1997. 

## Biographie
Olivier Poumay commence à l’harmonica diatonique simple, en jouant de la musique country et du blues. Puis il découvre l'harmonica chromatique, avec lequel il se consacre au jazz. Il étudie d’abord à l'Académie d'Amay et ensuite au Conservatoire royal de Bruxelles. C'est en 1997 qu'il obtient le Premier prix d'harmonica jazz. 
Il est non seulement musicien, mais aussi professeur d’harmonica en Belgique. Il enseigne l’harmonica, l'improvisation musicale et la créativité dans des écoles privées depuis 1998[réf. nécessaire].
En 2013, il sort une méthode en français Apprendre la musique par l'harmonica chromatique.
Poumay s'inspire de différents styles : musique mandingue, cubaine, arabo-abdalouse celtique, flamenco, World-Music et country. Il travaille également en duo avec Lyuba Neva (répertoire classique) ou en orchestre dans Manhattan pour Piano et orchestre de François Glorieux. Il compose aussi pour le groupe « Sheng » (luth, percussions, harmonicas).
Il s'est produit notamment en Europe (Belgique, Pays-Bas, Irlande, France, Festival de jazz de Montreux, Portugal, Pologne,Russie) et à Cuba.

## Discographie

### En tant que chanteur principal
- 2010 : Derrière la façade (Sheng)
- 2013 : Olivier Poumay Solo
- 2014 : Olivier Poumay et Lyuba Neva

### En tant qu'invite
- 2000 : It's Boogie Time avec Boogie Workers
- 2004 : Itinérance avec Luthomania
- 2005 : Badine ya avec Paco Diatta
- 2013 : Codicille 2013 avec Marc Malempré et Rémi Decker
- 2018 : Soul Voyage avec Michel Mainil et Vincent Romain quintet

## Méthodes
- 2013 : Apprendre la musique par l'harmonica chromatique